# Avellanosa de Rioja
Avellanosa de Rioja es una localidad burgalesa (España) situada en la comarca de Montes de Ayago, a 1053 m sobre el nivel del mar, y a 72 km de Burgos. Es localidad pedánea de Eterna y ambas de Belorado. Hasta el siglo XIX era un municipio independiente, posteriormente se unió al municipio de Eterna y en los años 1970 este último se unió a Belorado y con él Avellanosa. Su fiesta es la Trinidad y su ermita, y ese día es cuando todo el pueblo se reagrupa, abre el pueblo y lo mantiene vivo.

## Geografía
Avellanosa de Rioja se encuentra enclavado en los Montes de Ayago, en el punto donde se unen el valle del río Reláchigo con el Arroyo de la Umbría. 

## Historia
A la caída del Antiguo Régimen queda constituida como ayuntamiento constitucional del mismo nombre en el partido Belorado, región de Castilla la Vieja, contaba entonces con 46 habitantes. 
Allá por los años 1930-40 el pueblo llegó a tener unos 40-50 vecinos. Su principal actividad económica era la ganadería, la caza y la agricultura, por ello en la época de la revolución industrial un porcentaje muy alto de sus habitantes emigró a zonas más prósperas e industrializadas. Hoy día Avellanosa vuelve a estar de actualidad cuando hablamos de un lugar natural en el que desconectar del estrés diario de las ciudades. Es un sitio ideal para establecer una casa rural o un lugar de descanso y búsqueda de la naturaleza.
Actualmente, ninguno de sus habitantes es originario del lugar. Sin embargo, los nacidos en Avellanosa siguen manteniendo un firme vínculo con el pueblo y es, sobre todo, en verano cuando se reúnen las familias que un día vivieron entre sus casas. La mayoría de las casas se mantienen en pie y sus dueños cuidan de ellas con el celo de no perder lo que un día en ellas vivieron.  

## Fiestas y costumbres
El día 25 de abril celebran la festividad de San Marcos con romería a la ermita del Padre Eterno, o ermita de la Trinidad.
En agosto se celebra su fiesta principal en la Ermita de la Trinidad, La Santísima Trinidad y la Fiesta de Gracias, que tenía su origen en la acción de gracias por las buenas cosechas de antaño.